# 圣元奶粉怀疑性早熟事件
圣元奶粉怀疑性早熟事件指的是2010年8月初中国多个省市发现青岛圣元营养食品有限公司出产的圣元奶粉可能导致婴儿性早熟的事件。

## 过程
《健康时报》8月5日最早报道武汉3名女婴体内荷尔蒙超过成年女性的平均标准，乳房过早发育的性早熟的病例。武汉这3位年龄分别为4个月、9个月和15个月的女婴的家长称自己的孩子食用圣元奶粉，因此她们怀疑是圣元奶粉惹的祸。而相关家长请求当地有关部门对奶粉进行检验，却“被踢皮球”，质检部门则称不受理个人申请。接受这些女婴就诊的武汉市儿童医院的市场宣传部证实，该医院近来发现了多名女婴性早熟的病例，因为很多都是门诊，具体多少例没有统计。在武汉爆出事件后，社会广泛关注，并相继有更多的疑似与奶粉有关的性早熟病例。据中国各地媒体报导，山东、江西、广东、湖南都出现可能与奶粉有关的女婴性早熟疑似病例各案。
在纽约纳斯达克上市的青岛圣元营养食品有限公司否认其奶粉有问题，并在其网站上称尊重卫生部的立场。不过，在相关消息曝光之后，2010年8月9日圣元公司的股价在纳斯达克股市暴跌27%，是2008年中国多家公司奶粉因含过量三聚氰胺爆发丑闻以来跌幅最惨的记录。
2010年8月15日中国卫生部发布，对来自中国的圣元国际公司的奶粉进行的化验没有发现该产品中的激素含量不正常，而聖元最後在翌日播放國粵語宣傳片澄清其事實。